# Кнапп, Джордж
Джордж Оуэн Кнапп (англ. George Owen Knapp; 21 января 1855 — 21 июля 1945) — американский промышленник и филантроп. До 1893 года занимал пост президента компании Peoples Gas Light and Coke в Чикаго. В 1894 году стал основателем Union Calcium Carbide Company, которой в 1904 году дал новое название — Union Carbide. Был генеральным директором, президентом и председателем совета директоров Union Carbide до 1933 года.
Филантропическая деятельность Кнаппа была широкомасштабной, но основное внимание он уделял медицинскому обслуживанию. С 1914 года финансировал развитие больницы Santa Barbara Cottage Hospital.

## Биография
Кнапп вырос в Хатфилде, Массачусетс, в семье Джареда Оуэна Кнаппа и Сары Элизабет Бич. В 1876 году окончил Политехнический институт Ренсселаера со степенью в области гражданского строительства. Работал инженером в Военном министерстве в течение одного года, затем присоединился к New Britain Gas Company в Коннектикуте. Переехав в Нью-Йорк, работал инспектором газовых магистралей, а затем занимался прокладкой новых магистралей для Municipal Gas Works в Фуллертоне. В 1883 году переехал в Чикаго и присоединился к Peoples Gas Light and Coke Company.
Кнапп проработал в компании Peoples Gas 21 год, став президентом в 1893 году. Во время работы он подружился с сыном предыдущего президента компании, Альбертом Мерриттом Билингсом. Сын Альберта, Корнелиус Кингсли Гаррисон Билингс, позже стал президентом Peoples Gas и сооснователем Union Carbide.
Кнапп узнал о карбиде кальция (открытом в 1888 году) в 1894 году. Этот бесцветный соединение использовалось для производства ацетилена и кальцийцианамида. Ацетилен был критически важен для растущей сталелитейной промышленности, особенно для сварки. В том же году, вместе с Билингсом, он основал Union Calcium Carbide Company. В течение следующих десяти лет Кнапп сосредоточился на запуске бизнеса.
К 1904 году Кнапп открыл свой первый перерабатывающий завод в Су-Сент-Мари, штат Мичиган, и перепрофилировал Union Calcium Carbide Company в Union Carbide. В течение следующего десятилетия Кнапп открыл два перерабатывающих завода.
Кнапп женился на Исабель Мюррей в 1880 году. У них было двое детей: Сара Эстель Кнапп и Уильям Джаред Кнапп. Исабель умерла при родах в 1886 году. В 1890 году Кнапп снова женился на Луизе Сэвидж, но в этом браке детей не было.
В течение большей части года Кнаппы проживали в Нью-Йорке, где работал Джордж Оуэн Кнапп
В 1894 году Кнаппы купили гостиницу Hundred Island House и другой отель на озере Джордж (штат Нью-Йорк). Он продолжал приобретать соседние земли в течение следующих двух десятилетий, пока не стал владельцем более 12 квадратных миль береговой линии озера. В 1901 году начал строительство собственного дома — большого особняка с канатной дорогой, которая могла доставлять людей к озеру и обратно. В 1922 году он пожертвовал библиотеку Old Stone House местному сообществу.
Считается, что в 1904 году Кнапп, который, возможно, весил на пятьдесят или шестьдесят фунтов больше нормы, был диагностирован с диабетом и его врач, Франклин Нузум, посоветовал ему пройти медицинский курс в Калифорнии.

### Кнапп в Санта-Барбаре
В 1904 году Кнаппы, путешествуя с Билингсами, прибыли на поезде в Санта-Барбару и остановились в отеле «Поттер». Они вернулись в следующем году и приобрели 11 участков земли в Монтесито, Калифорния, недалеко от пляжа, где сообщили о планах на строительство, но не возвращались в течение шести лет.
Когда они вернулись в 1911 году, Кнаппы сделали Санта-Барбару постоянным местом жительства. Прожив шесть недель в отеле Поттер, они приобрели 70 акров усадьбы «Аркадия» в Монтесито у Ральфа Радклиффа Уайтхеда и продали 11 участков на пляже. Кнаппы начали расширение уже большого дома с архитектором Э. Расселом Реем. Ремонт был завершён через год, и Кнаппы переехали в новый дом в августе 1912 года. Сады «Аркадии» были спроектированы Карлтоном Уинслоу и Фрэнсисом Т. Андерхиллом.
Кнаппы расширили свои владения в усадьбе «Аркадия» до 148 акров и начали приобретать другие участки. Они приобрели земельный участок на берегу в Sandyland Cove, Калифорния, где Кнаппы, Билингсы и семья Фредерика Форреста Пибоди владели соседними домами и участками. Кнапп также купил шесть отдельных горных усадеб на склонах над Санта-Барбарой, в том числе и ранчо Laurel Springs (приобретённое в 1925 году), которое он отремонтировал (и которое в будущем стало домом Джейн Фонды и Тома Хэйдена).
Самой известной из этих усадеб была Knapp’s Castle. Кнапп купил землю в 1916 году и построил дороги, чтобы сделать её доступной. Он построил большой особняк с пятью спальнями и каминами. На участке также находился гостевой дом, помещение для слуг и дом управляющего.

### «Четыре всадника»
Кнапп, Билингс, Пибоди и Кларенс Блэк жили в одном районе Eucalyptus Hill в Монтеcито и, поскольку все они владели лошадьми, их вскоре стали называть «Четырьмя всадниками» Eucalyptus Hill. Прозвище частично возникло из-за того, что все четверо активно участвовали в благотворительных акциях, особенно в поддержку больницы Santa Barbara Cottage.
Больница, основанная 50 женщинами в 1888 году, в начале 1910-х годов переходила к современному медицинскому обслуживанию на основе страховки. Новое здание больницы было необходимо, и совет впервые обратился за помощью к внешним источникам финансирования. Вначале они встретились с Кларенсом Блэком, президентом Cadillac, в 1914 году и попросили его сформировать совет и возглавить проект. Блэк сообщил о сложностях, с которыми столкнулась больница, своим друзьям, и в течение следующего года или двух все четверо присоединились к совету и начали финансировать рост больницы значительными суммами.

### Кнапп и больницаSanta Barbara Cottage
Кнапп начал финансировать больницу в 1914 году, оплатив покупку нового рентгеновского отделения, включая рентгеновские аппараты Kelly Koett. Он вошел в правление больницы в 1916 году и пожертвовал средства на погашение долга больницы в 1917 году. В 1917 году Кнапп также профинансировал первую диспансерную больницу в Санта-Барбаре, обслуживающую население, которое не могло позволить себе больницы или врачей.
В течение следующего десятилетия Кнапп предоставил финансирование для нового родильного корпуса, крыла для детей, крыла на 50 мест для пациентов и Школы медсестёр имени Луизы Сэвидж Кнапп, открытой в 1923 году. Он привел архитектора Э. Рассела Рея, который затем был заменен Уинзором Соулом. Позже он привел Карлтона Уинслоу.
Кнапп стал президентом правления в 1919 году и привёл своего личного врача из Чикаго, доктора Франклина Нузума, на пост главного врача. В 1919 году, после смерти Милла Поттера, открывалось отделение Potter Metabolic Clinic, именно Нузум рекомендовал доктора Уильяма Дэвида Сансума. Сансум прибыл в Санта-Барбару, возглавил Potter Clinic и, будучи единственным практикующим врачом в Соединенных Штатах, использующим инсулин для лечения диабета, внёс критически важный вклад в развитие этого препарата.
В 1920 году, будучи президентом правления, Кнапп написал кредо больницы в годовом отчёте: «Во-первых, всё оборудование и управление больницей должно рассматриваться с точки зрения пользы для пациента. Никакие другие соображения не должны предшествовать этому. Личные мотивы или удобство должностных лиц больницы, медсестер или врачей не имеют никакого значения, пока не будет заботы о благе пациента. Во-вторых, самый бедный пациент в больнице должен получать такое же внимание и заботу и иметь доступ ко всем функциям больницы, как и пациент с неограниченным состоянием».
В период руководства Кнаппа Santa Barbara Cottage стала ведущей исследовательской, учебной и практической больницей. Она привлекала пациентов со всей страны благодаря успешному лечению диабета, высококачественным кабинетам и обслуживанию.

### Последние годы
Луиза Сэвидж Кнапп скончалась в 1924 году, Кнапп больше не женился. После её смерти он вскоре вышел на пенсию, отойдя от обязанностей в Union Carbide и стал путешествовать даже больше, чем раньше.
Кнапп приобрёл землю на севере Калифорнии в Рок-Крике, на реке Смит (Калифорния). Поездка на лодке к охотничьему домику, который он там построил, занимала два часа, поэтому Кнапп установил 180-сильный мотор самолета на свою речную лодку, «Arcady». Путешествие теперь занимало 30 минут. После наводнения, которое разрушило домик в Рок-Крике, Кнапп купил другой в более безопасном месте.
Поскольку в регионе было недостаточно больниц, он пожертвовал средства на строительство Сидисайд Больницы (или больницы Кнаппа) в Кресент-Сити, Калифорния. Эта больница открылась в 1931 году.
Провёл последние годы жизни как пациент в больнице Santa Barbara Cottage и скончался там 21 июля 1945 года.